# Popiel I.
Popiel I. byl legendární vládce Polska, který se odvozuje od dynastie Popielů (polsky Popielidzi, anglicky Popielids).

## Život

### Původ
Podle Vincenta Kadlubka (polsky Wincenty Kadłubko) jde o vnuka Leška II. (polsky Leszek II.), syna Leška III. (polsky Leszek III.). Matkou by měla být žena z linie, která vedel k Aurelii Cottě. Tedy jedna ze sester Julia Caesara.

### Vláda
Jde o otce legendárního Popiela II., kterého snědly myši (legenda). Podle V. Kadlubka šlo o krutého vládce, který vládl společně ještě s dalšími dvaceti adoptovanými bratry, kteří ještě za jeho života zvolili jeho syna za svého krále. Podle kroniky – Velkopolská kronika (polsky Kronika wielkopolska) však až po jeho smrti.
Podle autora Jana Dluhoše (polsky Jan Długosz) vedl mnohé vítězné bitvy. Dle něj to byl však prostý vládce. Kronikář datoval jeho vládu okolo roku 800.
Podle Jana Dluhoše vládl v Krakově. Později přenesl vládu (sídlo) do Hnězdna (polsky Gniezno) a posléze zřídil nové sídlo v Krušvici (polsky Kruszwica). Podle Martina Bielského (polsky Marcin Bielski) to bylo zapříčiněno obavou o svou moc, kdy Krakov byl uprostřed teritoriálních zájmů Franků a Rusů.
Benedikt Chmielovský (polsky Benedykt Chmielowski) ve svém díle Nové Atény (polsky Nowe Ateny, anglicky New Athens) umístil datum jeho smrti do roku 815, tedy jeho vláda trvala asi 15 let.